# 計器飛行
計器飛行とは、航空機の姿勢・高度・位置および針路の測定を、航空計器のみに依存して行う（航空管制誘導さえも受けない）飛行の事である。
航空法第93条において、地上の物標を利用できる （有視界飛行ができる)場合は計器飛行を行ってはならないとされている。
（ただし、「計器のみに依存した飛行をしてはならない」という意味であり、補助的に計器を見ることまでを制限するわけではない。窓の外を肉眼で見ることを主として、適宜必要な計器を参照して飛行することを「コンポジット・フライト」と呼ぶのであるが、しかしむしろコンポジット・フライトが有視界飛行において推奨されていることに注意されたい。）
日本の航空法においては、計器飛行と計器飛行方式とは別のものである。計器気象状態（けいききしょうじょうたい、英: instrument  Meteorological Conditions ; 略称はIMC）では計器飛行方式で飛行を行わなければならないと定められているが、しかしIMCにおいては地上物標を利用できないため計器飛行によるしかなく、計器飛行方式を行う上での一つの飛び方として計器飛行がある、と考えてよい。
また、「計器航法による飛行」とは、計器飛行以外の航空機の位置及び針路の測定を計器のみに依存して行う飛行を言う。
計器飛行を行う場合、計器航法による飛行を所定の時間・距離を超えて行う場合、計器飛行方式を行う場合は計器飛行証明が必要である。ただし、飛行機の定期運送用操縦士及び准定期運送用操縦士は計器飛行証明が必要ない（資格取得内容に計器飛行等が含まれているため）。